# Anton Lessing

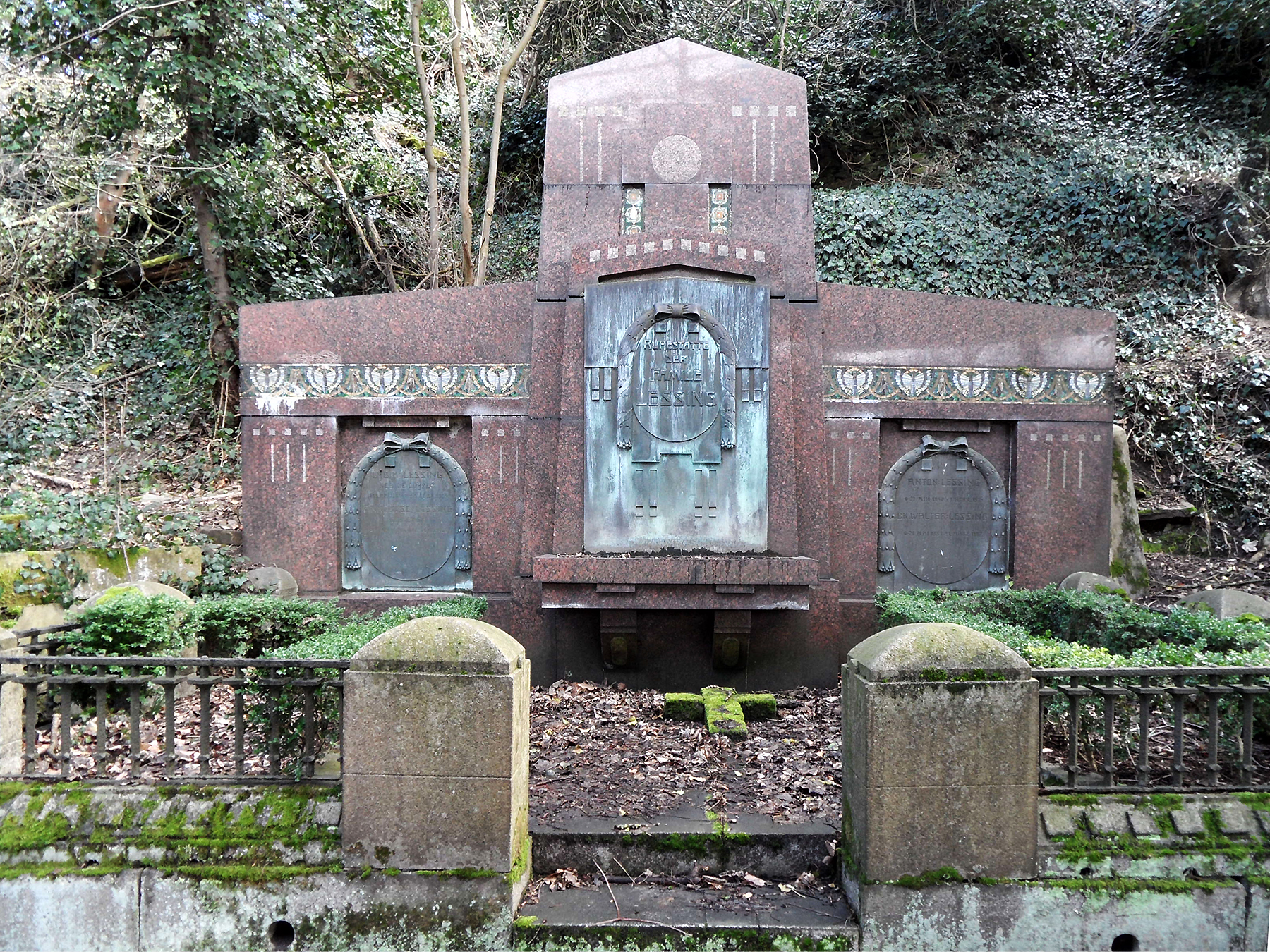
Familiengrab in Oberlahnstein

Aron „Anton“ Ivanovič Lessing (* 21. Mai 1840 in Mühlhausen bei Bamberg; † 3. April 1915 in Oberlahnstein) war ein deutsch-russischer Unternehmer.
Aron Lessing stammte aus einer jüdischen Familie in Franken (Bayern) und ging nach Russland, um industrielle Unternehmungen zu gründen. In den von ihm mitverwalteten Bergwerken arbeiteten 40.000 Menschen. Lessing war 1871 Mitbegründer der Kolomnaer Maschinenbau-AG und im Jahre 1885 hatte er zusammen mit einem russischen Fürsten die Gesellschaft Wyksunsker Bergwerke gegründet.
Seit 1872 lebte er in Oberlahnstein und war dort auch politisch tätig. Für die Nationalliberale Partei kandidierte er bei der Reichstagswahl 1898 im Reichstagswahlkreis Regierungsbezirk Wiesbaden 3, konnte sich aber in der Parteihochburg des Zentrums nicht gegen den langjährigen Reichstagsabgeordneten Ernst Lieber durchsetzen.
Er war Ehrenbürger von Mühlhausen und Oberlahnstein und wurde zum königlich-preußischen und kaiserlich-russischen Kommerzienrat ernannt.
Sein Familiengrab wurde zwischen 1904 und 1915 auf dem mittlerweile aufgelassenen Alten Friedhof in Oberlahnstein gebaut und steht unter Denkmalschutz.
Er ist der Vater von Walter Lessing, Großvater von Clemens Lessing und Urgroßvater von Gregor Gysi.